# 阿爾澤區
35°52′12″N 0°19′12″W / 35.8700°N 0.3200°W

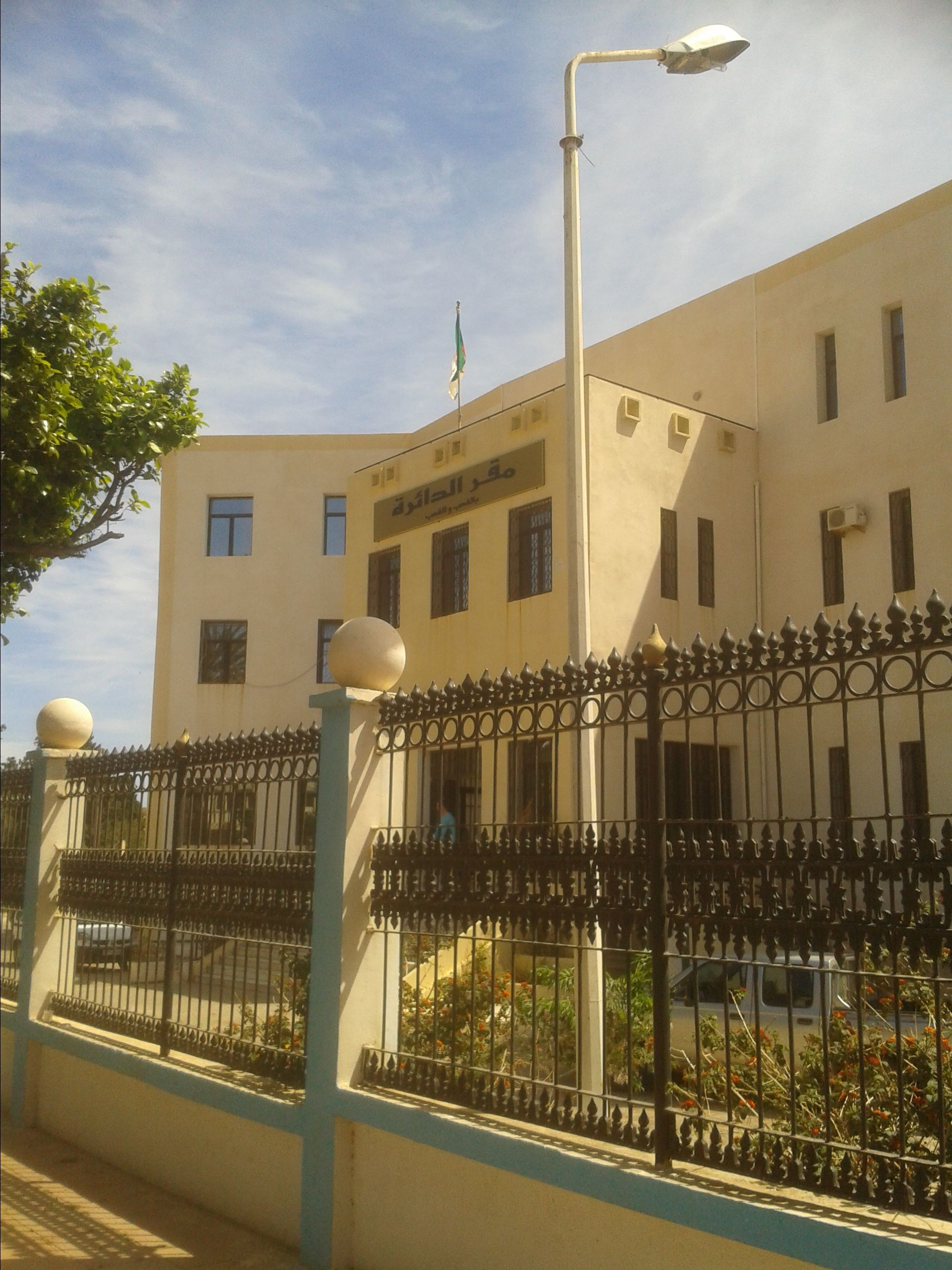

阿爾澤區（阿拉伯语：‎），是阿爾及利亞的行政區，位於該國西北部，由奧蘭省負責管轄，首府設於阿爾澤，面積124平方公里，1998年人口72,613，人口密度每平方公里590人。